# Shaqilath II

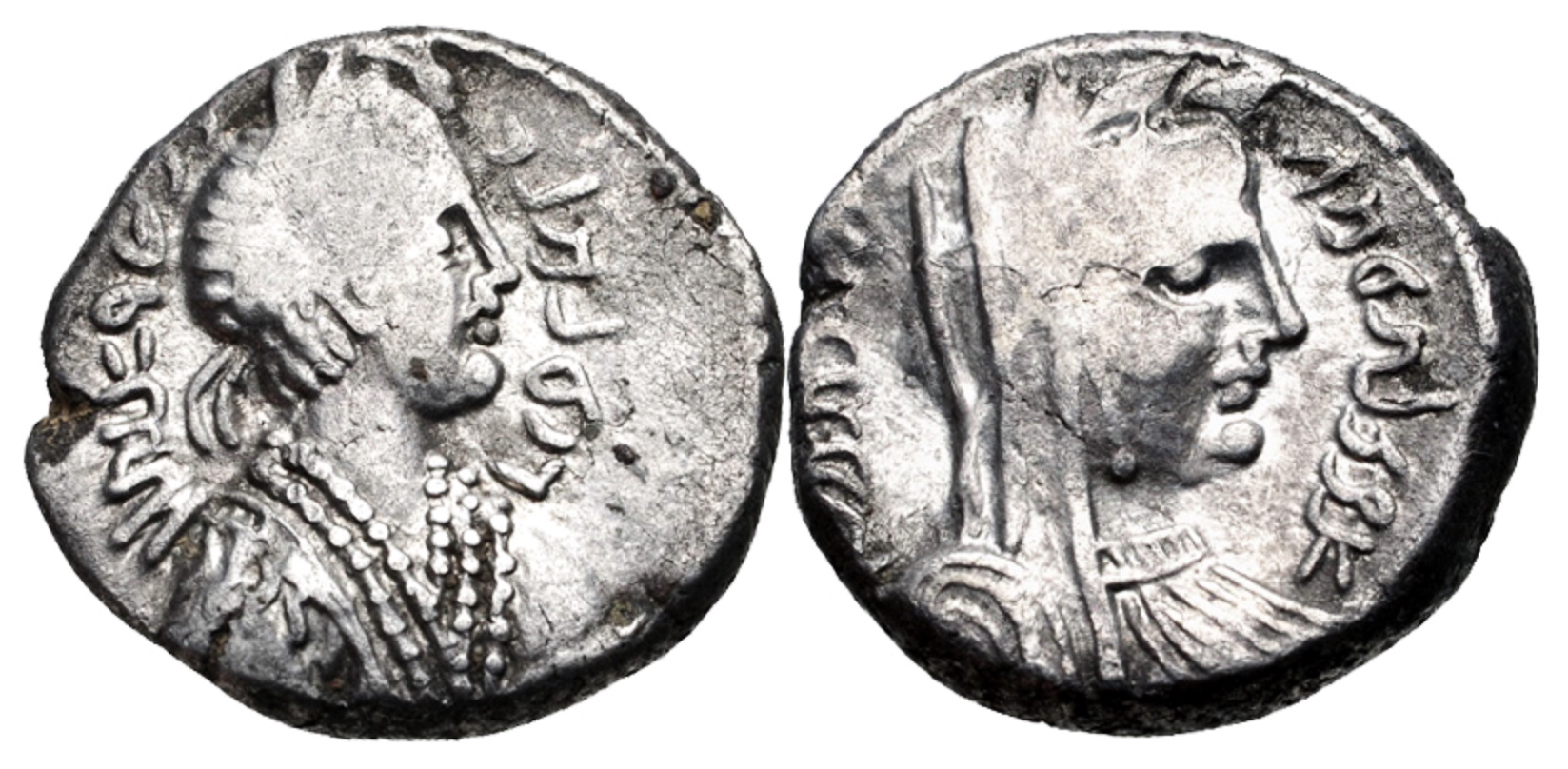
Malichus II och Shaqilat II

Shaqilath II (första århundradet e.Kr.) var en drottning av Nabataea mellan 40 och 70 e.Kr. 
Hon var gift med kung Malichus II. Efter hennes makes död år 70, blev hon ensam regent för sin son Rabbel II Soter och sin dotter Gamilath, som blev nästa kungapar. Hennes son och dotter blev de sista regenterna av Nabataea, som annekterades av Rom år 106. 